# Bernard Comment
Bernard Comment (Porrentruy, 1960) é um escritor suíço.
Formou-se em Letras pela Universidade de Genebra e é diplomado pela École des Hautes Études en Sciences Sociales de Paris. Escritor, roteirista e professor, Comment destaca-se já há alguns anos como um dos mais criativos autores francófonos suiços.

## Obras
- L’Ombre de mémoire, romance, éditions Christian Bourgois, 1990 & Folio, 1999
- Roland Barthes, vers le Neutre, ensaio, éditions Christian Bourgois, 1991
- Allées et venues, romance, éditions Christian Bourgois, 1992
- Le XIXe siècle des panoramas, ensaio, Adam Biro, 1993
- Florence, retours, romance, éditions Christian Bourgois, 1994 & Folio, 2000
- Les fourmis de la gare de Berne, Editions Zoe, 1996
- L’Ongle noir, recital, Éditions Mille et une nuits, 1997
- Éclats cubains, recital-mosaico, avec des photographies de Jean-Luc Cramatte, Verticales/Grimoux, 1998
- Die Frauen der Antike, livro realizado com Anselm Kiefer, éditions Yvon Lambert, 1999.
- The Panorama, Reaktion Books (London) et Abrams (New York).
- Même les oiseaux, recital, éditions Christian Bourgois, 1998 & J’ai lu, 2000
- Le Colloque des bustes, romance, éditions Christian Bourgois, 2000 & Folio, 2002
- Doucet de fonds en combles, trésors d’une bibliothèque d’art, Herscher, 2004
- Un Poisson hors de l’eau, Éditions du Seuil, 2004 & Éditions Points, 2007
- Entre deux, une enfance en Ajoie, Biro Editeur, 2007
- Triptyque de l'ongle, Joca Seria, 2008
- Tout passe, Christian Bourgois, 2011

- As Formigas da Estação Berna e Outras Ficções Suíças. Estação Liberdade. ISBN 8574480681.